# Matías de Médici
Matías de Médici (Florencia, 9 de mayo de 1613 - Siena, 11 de octubre de 1667) fue el tercer hijo varón del gran duque de Toscana Cosme II de Médici y de María Magdalena de Austria.
Inicialmente destinado a la carrera eclesiástica como su hermano Giovan Carlo, no obstante no mostró un gran interés por ella, a los 16 años colgó los hábitos para seguir la carrera militar.
El 28 de mayo de 1629 fue nombrado por su hermano, el gran duque Fernando II de Médici, gobernador de Siena, puesto vacante por la muerte de su tía Catalina de Médici, el 17 de abril de ese año. El príncipe llegó a la ciudad el 26 de agosto estableciéndose en el entonces palacio Petrucci en la Piazza del Duomo, pero lo abandonó en 1631 para acompañar a Austria a su madre y a su hermano Francisco: junto a este último, por orden del gran duque, combatió al lado de los Habsburgo en la tercera fase de la Guerra de los Treinta Años. Tomó parte, el 16 de octubre de 1632, en la famosa Batalla de Lützen, donde se encontró con el famoso militar sienés Ottavio Piccolomini.
Permaneció en Alemania hasta 1641, año en el volvió a Siena, donde, durante su ausencia, le había sustituido en el gobierno ciudadano su hermano Leopoldo. Debió, no obstante, alejarse de nuevo a causa de la Primera Guerra de Castro entre el pontífice Urbano VIII y Odoardo I Farnesio, apoyado por los Médici, ya que el gran duque lo había nombrado comandante en jefe de las tropas toscanas.
En 1643 asumió el mando de la liga constituida por la República de Venecia, el Gran Ducado de Toscana, el Ducado de Parma y el Ducado de Módena contra el papa Barberini, dejando nuevamente el gobierno de Siena a Leopoldo. Retornó definitivamente a la ciudad toscana en 1644, donde permaneció hasta su muerte.
Amante de la caza, de las carreras de caballo (un ejemplar de su caballería participaba regularmente en el Palio di Siena), de las fiestas y de los placeres mundanos, Matías fue también sensible al arte, la y el teatro, y protector de artistas como Justus Sustermans (quien le retrató con armadura), Volterrano, Jacques Courtois llamado Il Borgognone, Livio Mehus, de los cuales coleccionó cuadros en su residencia de Lapeggi. De sus viajes por Alemania el príncipe se llevó a la Toscana muchos instrumentos científicos (cuadrantes, astrolabios, compases, instrumentos de minería,...) que el 12 de julio de 1654 depositó en la Galleria degli Uffizi.
No se casó nunca y en los últimos años de su vida, enfermo de gota, meditó volver al estamento eclesiástico. Enfermo, murió en Siena el 11 de octubre de 1667, a los 54 años de edad. Fue sepultado en la Capilla de los Médici de la Basílica de San Lorenzo de Florencia.
- Datos: Q1117364
- Multimedia: Mattias de' Medici / Q1117364